# 홍만형
홍만형(洪萬衡, 1633년 ~ 1670년)은 조선의 문신이다. 정명공주와 영안위 홍주원의 차남으로, 선조와 인목왕후의 외손이다. 민광훈의 사위로, 인현왕후에게는 고모부가 된다. 본관은 풍산이며, 자는 숙평(叔平), 모당(慕堂)이다. 정조대에 세도를 누렸던 홍국영과 원빈홍씨 남매는 그의 차남 홍중해의 후손들이다.

## 생애
16세에 생원시와 진사시에 합격하고, 30세에 문과에 급제해 벼슬길에 올랐다. 1665년 사간원 정언, 사헌부 지평을 거쳐 1668년에는 이조좌랑이 되었다. 민광훈의 딸 여흥 민씨에게 장가들어 두 아들을 두었으나 1670년 38세의 나이로 죽었다. 조선왕조실록에서는 홍만형에 대해 다음과 같이 평가하였다.
전 교리 홍만형(洪萬衡)이 죽었다. 만형은 영안위(永安尉) 홍주원(洪柱元)의 아들이다. 공주의 집안에서 나서 자랐으나 화려하고 사치스러운 것을 좋아하지 않았고 사람됨이 청렴하고 단정하였다. 평소 생활하는 것이 담박하여 가난한 선비와 같았다. 일찍 과거에 급제하여 청요직을 두루 거쳤는데, 논의가 공정하고 뜻이 고결하여 벗들이 추앙하였다. 이때에 이르러 요절하니, 사람들이 모두 애석하게 여겼다.— 《조선왕조실록》 현개 22권, 11년(1670년) 1월 14일 1번째기사

## 기타
- 일찍 어머니를 여읜 인현왕후는 고모댁인 홍만형의 집에서 양육되기도 하였다.[5]

## 가족관계[6]
- 조부 : 예조참판(禮曹參判) 홍영(洪霙, 1584 ~ 1645)
- 조모 : 이정귀(李廷龜)의 딸 정경부인 연안 이씨(貞敬夫人 延安 李氏, ? ~ 1656)
  - 부친 : 영안위(永安尉) 홍주원(洪柱元, 1606 ~ 1672)
- 조부 : 선조(宣祖, 1552 ~ 1608)
- 조모 : 인목왕후(仁穆王后, 1584 ~ 1632)
  - 모친 : 정명공주(貞明公主, 1603 ~ 1685)
    - 형 : 홍태망(洪台望, 1625 ~ ?) 조졸
    - 형 : 홍만용(洪萬容, 1631 ~ 1692)
    - 동생 : 홍만희(洪萬熙, 1635 ~ 1670)
    - 동생 : 홍태량(洪台亮, 1637 ~ ?) 조졸
    - 동생 : 홍태육(洪台六, 1639 ~ ?) 조졸
    - 동생 : 홍태임(洪台妊, 1641 ~ ?)
    - 동생 : 홍만회(洪萬懷, 1643 ~ 1710)
    - 부인 : 민광훈(閔光勳)의 차녀 여흥 민씨(1633 ~ ?)[7]
      - 장남 : 홍중모(洪重模, 1650 ~ ?)
      - 차남 : 홍중해(洪重楷, 1658 ~ ?)[8]